# موساشی میزوشیما
موساشی میزوشیما (انگلیسی: Musashi Mizushima؛ زادهٔ ۱۰ سپتامبر ۱۹۶۴) بازیکن فوتبال اهل ژاپن است.
از باشگاه‌هایی که در آن بازی کرده‌است می‌توان به باشگاه فوتبال سانتوس، باشگاه فوتبال کاشیوا ریسول، و باشگاه فوتبال سائو پائولو اشاره کرد.